# Giuseppe Antonio Arconati Visconti
Giuseppe Antonio Arconati Visconti, IV conte di Lomazzo (Milano, 1698 – Milano, 5 giugno 1763), è stato un nobile, diplomatico e mecenate italiano.

## Biografia
Appartenente alla nobile famiglia degli Arconati, Giuseppe Antonio nacque a Milano nel 1698. Come da tradizioni famigliari, oltre ad interessarsi agli studi giuridici e di architettura, coltivò numerosi interessi in campo letterario che sin da giovane lo misero in contatto con gli ambienti di maggior spicco della società milanese dell'epoca.
Iscrittosi alla milizia urbana di Milano, nel 1720 divenne maestro di campo del "terzo" di Porta Vercellina e sette anni più tardi venne incluso nel Consiglio dei Sessanta decurioni di Milano. Per conto del governo milanese fu ambasciatore straordinario del governo austriaco a Parma nel 1726, carica con cui nel 1728 prese parte al congresso di Soissons, rimanendo in carica sino alla morte del duca Antonio Farnese nel 1731. Rientrato a Milano, proseguì la propria carriera diplomatica nel 1733 quando prese parte alla missione del marchese Giovanni Olevano di Bellagente, inviato a Parigi perché il re di Francia mediasse col re di Sardegna Carlo Emanuele III di Savoia il quale aveva da poco occupato parte del ducato di Milano, con l'intento di chiedere un alleggerimento dei tributi da pagare alle truppe occupanti. Giuseppe Antonio e gli altri delegati di Milano non vennero nemmeno ricevuti a corte da Luigi XV.
L'11 aprile 1739, Giuseppe Antonio venne nominato consigliere d'onore dell'imperatore e nominato membro del Supremo Consiglio d'Italia con uno stipendio annuo di 4000 fiorini. Tra il 1744 ed il 1745, nel corso della guerra di successione austriaca, fece parte della giunta temporanea di governo nominata dal conte Giovanni Luca Pallavicini, comandante generale della Lombardia per conto degli austriaci. Nel 1745 venne inoltre ammesso come uditore nella commissione sanitaria della città di Milano nonché sovrintendente agli alloggi militari. Nel 1748 l'imperatrice Maria Teresa d'Austria lo nominò suo consigliere di stato.
Il 30 aprile 1749, subito dopo la creazione della commissione "per i confini dello Stato di Milano", l'Arconati ne venne posto a capo come commissario generale; durante gli anni di occupazione di questa carica, Giuseppe Antonio ebbe notevoli problemi nel funzionamento di questo nuovo organo, soprattutto perché le sue competenze si sovrapponevano ed in alcuni casi si sostituivano a quelle del senato di Milano che vantava antiche ragioni di competenza in materia.
Negli ultimi anni della sua vita venne nominato Luogotenente "perpetuo" dell'Ospedale Maggiore di Milano, carica che mantenne sino alla sua morte nel 1763.
Grande amante dell'arte e della cultura, fu un fervido sostenitore dello sviluppo dell'attività teatrale ed uno dei principali finanziatori della costruzione del progetto per la realizzazione di un grande teatro nella città di Milano (l'attuale Teatro alla Scala). Nel 1748, durante un suo viaggio a Mantova, ebbe modo di conoscere il capocomico Girolamo Medebach, impegnato proprio in quella stagione a mettere in scena delle opere di Carlo Goldoni ed ebbe modo di trarre degli spunti interessanti per una riforma del teatro milanese. Tramite il Medebach prese contatti con lo stesso Goldoni che ospitò nel giugno del 1750 nella sua Villa del Castellazzo a Bollate, in periferia di Milano. Dopo il breve soggiorno del commediografo veneziano, l'Arconati e Goldoni rimasero in contatto epistolare sino al 1758, al punto che l'opera La putta onorata del 1751 venne dedicata proprio al nobile Arconati.
Proprio al Castellazzo, Giuseppe Antonio si impegnò particolarmente per trasformare ed arricchire ulteriormente la villa eretta dal trisavolo Galeazzo, ampliandola, facendovi costruire splendidi giardini e rendendola una "piccola Versailles".

## Albero genealogico
|                                                         |                  |                                         | Genitori                                                 |  |  | Nonni |  |  | Bisnonni                                           |  |  | Trisnonni                          |  |
|                                                         |                  |                                         |                                                          |  |  |       |  |  | Luigi Maria Arconati Visconti, II conte di Lomazzo |  |  | Luigi Arconati, I conte di Lomazzo |  |
|                                                         |                  |                                         |                                                          |  |  |       |  |  | Luigi Maria Arconati Visconti, II conte di Lomazzo |  |  | Luigi Arconati, I conte di Lomazzo |  |
|                                                         |                  | Clemenza Visconti di Cislago            |                                                          |  |  |       |  |  | Luigi Maria Arconati Visconti, II conte di Lomazzo |  |  |                                    |  |
| Giuseppe Maria Arconati Visconti, III conte di Lomazzo  |                  |                                         |                                                          |  |  |       |  |  | Luigi Maria Arconati Visconti, II conte di Lomazzo |  |  |                                    |  |
|                                                         |                  | Maria Arconati                          | Galeazzo Arconati, III feudatario della Pieve di Dairago |  |  |       |  |  |                                                    |  |  |                                    |  |
|                                                         |                  | Maria Arconati                          | Galeazzo Arconati, III feudatario della Pieve di Dairago |  |  |       |  |  |                                                    |  |  |                                    |  |
|                                                         |                  | Maria Arconati                          | Anna De Capitaneis de Arconate                           |  |  |       |  |  |                                                    |  |  |                                    |  |
| Luigi Maria Arconati Visconti                           |                  | Maria Arconati                          |                                                          |  |  |       |  |  |                                                    |  |  |                                    |  |
|                                                         |                  | Antonio Arcimboldi, III conte di Candia | Giovanni Arcimboldi, II conte di Candia                  |  |  |       |  |  |                                                    |  |  |                                    |  |
|                                                         |                  | Antonio Arcimboldi, III conte di Candia | Giovanni Arcimboldi, II conte di Candia                  |  |  |       |  |  |                                                    |  |  |                                    |  |
|                                                         |                  | Antonio Arcimboldi, III conte di Candia | Paola Barbiano                                           |  |  |       |  |  |                                                    |  |  |                                    |  |
| Anna Maria Arcimboldi                                   |                  | Antonio Arcimboldi, III conte di Candia |                                                          |  |  |       |  |  |                                                    |  |  |                                    |  |
|                                                         |                  | Livia Taverna                           | Costanzo Taverna                                         |  |  |       |  |  |                                                    |  |  |                                    |  |
|                                                         |                  | Livia Taverna                           | Costanzo Taverna                                         |  |  |       |  |  |                                                    |  |  |                                    |  |
|                                                         |                  | Livia Taverna                           | Anna Camilla Moroni                                      |  |  |       |  |  |                                                    |  |  |                                    |  |
| Giuseppe Antonio Arconati Visconti, IV conte di Lomazzo |                  | Livia Taverna                           |                                                          |  |  |       |  |  |                                                    |  |  |                                    |  |
|                                                         | Bartolomeo Porro | Alessandro Porro                        |                                                          |  |  |       |  |  |                                                    |  |  |                                    |  |
|                                                         | Bartolomeo Porro | Alessandro Porro                        |                                                          |  |  |       |  |  |                                                    |  |  |                                    |  |
|                                                         | Bartolomeo Porro | Lucrezia Caccia                         |                                                          |  |  |       |  |  |                                                    |  |  |                                    |  |
| Pietro Francesco Porro, conte Porro                     | Bartolomeo Porro |                                         |                                                          |  |  |       |  |  |                                                    |  |  |                                    |  |
|                                                         |                  | Dorotea Arnolfi                         | Giambattista Arnolfi                                     |  |  |       |  |  |                                                    |  |  |                                    |  |
|                                                         |                  | Dorotea Arnolfi                         | Giambattista Arnolfi                                     |  |  |       |  |  |                                                    |  |  |                                    |  |
|                                                         |                  | Dorotea Arnolfi                         | …                                                        |  |  |       |  |  |                                                    |  |  |                                    |  |
| Bianca Lucia Porro                                      |                  | Dorotea Arnolfi                         |                                                          |  |  |       |  |  |                                                    |  |  |                                    |  |
|                                                         |                  | Gaspare Torriani, marchese              | Paolo Torriani                                           |  |  |       |  |  |                                                    |  |  |                                    |  |
|                                                         |                  | Gaspare Torriani, marchese              | Paolo Torriani                                           |  |  |       |  |  |                                                    |  |  |                                    |  |
|                                                         |                  | Gaspare Torriani, marchese              | Elena Lambertenghi                                       |  |  |       |  |  |                                                    |  |  |                                    |  |
| Bianca Maria Torriani                                   |                  | Gaspare Torriani, marchese              |                                                          |  |  |       |  |  |                                                    |  |  |                                    |  |
|                                                         |                  | Bianca Lucia Castiglioni                | Giovanni Giacomo Castiglioni, conte palatino             |  |  |       |  |  |                                                    |  |  |                                    |  |
|                                                         |                  | Bianca Lucia Castiglioni                | Giovanni Giacomo Castiglioni, conte palatino             |  |  |       |  |  |                                                    |  |  |                                    |  |
|                                                         |                  | Bianca Lucia Castiglioni                | Aurelia Porrone                                          |  |  |       |  |  |                                                    |  |  |                                    |  |
|                                                         |                  | Bianca Lucia Castiglioni                |                                                          |  |  |       |  |  |                                                    |  |  |                                    |  |